# Nancy Holland
Nancy Holland (* 3. Februar 1942 in Montreal) ist eine ehemalige kanadische Skirennläuferin. Sie gehörte in den 1960er Jahren der kanadischen Skinationalmannschaft an und nahm zweimal an Olympischen Winterspielen teil.
Bei den Spielen 1960 in Squaw Valley ging in sie in allen drei Rennen an den Start. Ihr bestes Resultat erreichte sie mit Rang 12 im Slalom. 1961 wurde sie kanadische Meisterin im Slalom. 1964 in Innsbruck musste sie sich mit den Rängen 31 im Riesenslalom und 34 in der Abfahrt zufriedengeben.
Für ihre sportlichen Verdienste wurde Holland in die Quebec Ski Hall of Fame aufgenommen. Nach Beendigung ihrer aktiven Laufbahn leitete sie in ihrer Heimat Québec verschiedene Skischulen. Heute ist Holland erfolgreich im Marketing tätig. 1995 war sie Mitbegründerin und nationale Vorsitzende des Unternehmernetzwerkes BNI Canada.